# Het schnitzelparadijs (televisieserie)
Het schnitzelparadijs was een Nederlandse komedieserie van BNN, gebaseerd op de gelijknamige bioscoopfilm uit 2005, die op zijn beurt weer een vrije bewerking was van Khalid Boudous boek. Enkele acteurs uit de film, bijvoorbeeld Micha Hulshof en Gürkan Küçüksentürk, verleenden ook hun medewerking aan de serie. Anderen, zoals hoofdrolspeler Noah Valentyn en Bracha van Doesburgh, keerden niet terug. De regisseurs, schrijvers, editor en de cameraman hadden allemaal niks van doen met de originele film.
De serie speelt zich af vóór de bioscoopfilm en gaat over Sander (Hulshof) die geld wil verdienen voor een reis naar Afrika en daartoe een baan aanneemt als afwasser in restaurant De Blauwe Gier, beter bekend als het Schnitzelparadijs. Wanneer hij doorkrijgt met wat voor team van malloten hij moet samenwerken – onder meer een maniakale ex-soldaat (Tygo Gernandt) en de buitengewoon onnozele Ali (Küçüksentürk) – wil hij al gauw vertrekken om nooit meer terug te keren. Hij bedenkt zich echter als hij zijn collega Femke (Eva van de Wijdeven) ziet en tot over zijn oren verliefd wordt. Om bij haar in de buurt te blijven, moet hij zich staande zien te houden tussen zijn nieuwe collega's.
Het schnitzelparadijs werd in het najaar van 2008 uitgezonden. De serie was veel minder succesvol dan de film en het is bij één seizoen van tien afleveringen gebleven.

## Rolverdeling
| Acteur              | Personage |
| ------------------- | --------- |
| Eva van de Wijdeven | Femke     |
| Micha Hulshof       | Sander    |
| Arent-Jan Linde     | Patrick   |
| Tygo Gernandt       | Goran     |
| Gürkan Küçüksentürk | Ali       |
| José Klaase         | Winston   |
| Yahya Gaier         | Mo        |
| Sanne Vogel         | Claudia   |
| Dick van den Toorn  | Chef      |
| Peer Mascini        | Bob       |

## Afleveringen
| Nr. | Titel                                                               | Uitzenddatum      |
| --- | ------------------------------------------------------------------- | ----------------- |
| 1   | De grofkorrelverdeler                                               | 7 september 2008  |
| 2   | Vreemd vlees                                                        | 14 september 2008 |
| 3   | Mijn naam is Haas                                                   | 21 september 2008 |
| 4   | De ontdekking van de schnitzel a.k.a. The return of the killer prei | 28 september 2008 |
| 5   | De ideale schoonzoon                                                | 5 oktober 2008    |
| 6   | Ali goes to Bollywood                                               | 12 oktober 2008   |
| 7   | Winston... we have a problem                                        | 19 oktober 2008   |
| 8   | Kofi                                                                | 26 oktober 2008   |
| 9   | Rollenspel                                                          | 2 november 2008   |
| 10  | Het evangelie van Sander                                            | 9 november 2008   |

3 op Reis ·
Afkicken ·
De allerslechtste echtgenoot van Nederland ·
Atletico Ananas ·
AVRO's Sterrenslag ·
Baby te huur ·
De Badgasten ·
De beste ·
Bitches ·
Bloed, Zweet en Luxeproblemen ·
Break Free · 
Cash Cab ·
Comedy Live ·
Costa! ·
Crazy 88 ·
Dennis en Valerio vs de rest ·
Dennis vs Valerio ·
Doe Maar Normaal ·
Egoland ·
Feuten ·
Finals ·
Floortje en de ambassadeurs · 
Floortje naar het einde van de wereld ·
Get Smarter in a Week ·
Golden Oldies ·
De Grote Donorshow ·
Hey DJ ·
Je zal het maar hebben ·
Je zal het maar zijn ·
Kannibalen ·
Katja vs Bridget ·
Katja vs De Rest ·
Kebab TV ·
De Klimaatpolitie ·
Lama gezocht ·
De Lama's ·
Lijst 0 ·
Loverboys ·
MaDiWoDoVrijdagshow ·
De Man met de Hamer ·
Mystery Party ·
De Nationale Eettest ·
De Nationale IQ Test ·
Neuken doe je zo! ·
De Nieuwste Show ·
Nu we er toch zijn ·
Onderweg naar Morgen ·
Over Mijn Lijk ·
Ranking the Stars ·
Rat van Fortuin ·
Ruben vs Geraldine ·
Ruben vs Katja ·
Ruben vs Sophie ·
Het schnitzelparadijs ·
De School ·
De slechtste chauffeur van Nederland ·
Sluipschutters ·
Smeris ·
De Social Club ·
Spuiten en Slikken ·
De Stalkshow ·
StartUp ·
Sterretje Gezocht ·
Stop in the Name of Love ·
Tessa ·
Tequila ·
Top of the Pops ·
Try Before You Die ·
Van God Los ·
Vier handen op één buik ·
VOC ·
Vrijdag op Maandag ·
Waar kan ik je 's nachts voor wakker maken? ·
Walhalla ·
Weg met BNN ·
De Zeven Zeeën